# Lala Fútbol Club
O Asociación Civil LALA Fútbol Club, também conhecido como LALA, é um clube de futebol venezuelano da Ciudad Guayana, capital do município de Caroní, no estado de Bolívar. Fundado em 6 de janeiro de 2011 e atualmente participa da Primera División, a divisão de elite do futebol venezuelano.[carece de fontes?] Manda seus jogos no CTE Cachamay
O clube nasceu no dia 6 de janeiro de 2011 como Asociación Civil Estudiantes de Caroní Fútbol Club (Estudiantes de Caroní Fútbol Club). Iniciou sua participação no futebol profissional organizado pela Federação Venezuelana de Futebol na temporada de 2011–12 do campeonato da Segunda División B, a terceira divisão do Campeonato Venezuelano de Futebol na ocasião.
É administrado desde 2015 pela Fundación Academia Deportiva LALA de Puerto Ordaz que adquiriu os direitos esportivos do Estudiantes de Caroní, e o clube passou a chamar-se Asociación Civil LALA Fútbol Club ou simplesmente LALA Fútbol Club.

## Cronologia no Campeonato Venezuelano de Futebol
| Período        | Nome do Campeonato | Nível / Categoria | Associação | Ref.  |
| -------------- | ------------------ | ----------------- | ---------- | ----- |
| 2011–12        | Segunda División B | Terceira Divisão  | FVF        | [ 1 ] |
| 2012–13        | Tercera División   | Terceira Divisão  | FVF        | [ 1 ] |
| 2013–14 — 2018 | Segunda División   | Segunda Divisão   | FVF        |       |
| Desde 2019     | Primera División   | Primeira Divisão  | FVF        | [ 1 ] |